# Остапчук, Яков Дмитриевич
Яков (Яцко, Яцько) Дмитриевич Остапчук (4 января 1873, с. Нижние Лубянки — 30 января 1959, г. Ужгород) — украинский общественно-политический деятель, член палаты депутатов рейхсрата Австро-Венгрии (1907—1911).

## Биография
Яцко Остапчук родился 4 января 1873 в с. Нижние Лубянки (Тернопольщина) в крестьянской семье. Его отец Дмитро Остапчук (1844—1907), был зажиточным крестьянином, в прошлом офицером Австрийской армии и депутатом Галицкого Cейма (1895—1901).
Начальное образование получил в Красноcельцах, после чего учился в Збаражской гимназии в г. Збараж и Первой тернопольской гимназии.
Свою политико-партийную деятельность Остапчук начал в Украинской радикальной партии, в рядах которой находился до 1897 года. В 1896 и 1898 годах сопровождал Ивана Франко во время его пребывание в Тернопольской области и публичных выступлений в Збаражском уезде.
С 1899 года стал членом новой Украинской социал-демократической партии, в течение 1905—1907 редактировал её печатный орган «Красное знамя». От социал-демократов был выдвинут в депутаты и избран депутатом Имперского Совета австрийского парламента (с 1907 по 1911) от 68-го двухмандатного округа судебные повяты Козова, Тернополь, Збараж (кроме деревень Розношинцы, Красносельцы, Нижние Лубянки и Высшие Лубянки), Новое Село (кроме сёл Новое Село, Гнилицы Малые, Гнилицы Великие, Терпиловка, Суховцы, Шельпаки, Кошляки, Токи и Пальчинцы). В парламенте входил в Представительство русско-украинских социал-демократов в Ассоциации социал-демократических депутатов.
До Первой мировой войны организовал забастовку малоземельных крестьян в Тарасовке. 1912 года Я. Остапчук с семьей переехал в Радвань над Лаборцем (Восточная Словакия). Во время Первой мировой войны участвовал в работе Союза освобождения Украины в лагерях украинских военнопленных.
В 1920 году стал одним из основателей Социал-демократической партии Подкарпатской Руси (СДППР). Некоторое время был её председателем, помогал в деле издания печатного органа партии «Народ», а позже «Вперёд». 8 октября 1929 г. Я. Остапчук официально вышел из рядов партии вследствие кризиса внутри СДППР и из-за несогласия с некоторыми предвыборными шагами его руководства.
Во время оккупации Закарпатья венграми был арестован венгерскими властями. После освобождения переехал сначала в Словакию, а позже поселился под Прагой. В 1957 году вместе с женой вернулся в Ужгород.
Написал воспоминания об Иване Франко, который дружил с его отцом и останавливался у них в доме.
Умер 30 января 1959 года.